# Kırşehir Köy Hizmetleri
Il Kırşehir Köy Hizmetleri è una società calcistica con sede ad Kırşehir, in Turchia, milita nella TFF 3. Lig, la quarta serie del campionato turco di calcio.
Fondato nel 1969, il club gioca le partite in casa al Kırşehir Merkez Ahi Stadyumu.

## Statistiche
- TFF 1. Lig: 1982-1984, 1986-1987
- TFF 2. Lig: 1969-1975, 1984-1986, 1987-1993, 1999-2001, 2003-2009
- TFF 3. Lig: 2001-2003, 2009-2011
- Bölgesel Amatör Lig: 2011-

## Palmarès
- TFF 3. Lig: 2

1985-1986, 2002-2003